# Dasnapur
Dasnapur è una suddivisione dell'India, classificata come census town, di 19.963 abitanti, situata nel distretto di Adilabad, nello stato federato del Telangana. In base al numero di abitanti la città rientra nella classe IV (da 10.000 a 19.999 persone).

## Società

### Evoluzione demografica
Al censimento del 2001 la popolazione di Dasnapur assommava a 19.963 persone, delle quali 9.860 maschi e 10.103 femmine. I bambini di età inferiore o uguale ai sei anni assommavano a 2.852, dei quali 1.445 maschi e 1.407 femmine. Infine, coloro che erano in grado di saper almeno leggere e scrivere erano 11.547, dei quali 6.695 maschi e 4.852 femmine.